# Calyptomena
Calyptomena es un género de aves paseriformes perteneciente a la familia Eurylaimidae. Es originario del Sudeste de Asia endémico de Borneo. Agrupa las especies asiáticas de plumaje verde.

## Especies
Contiene las siguientes especies:
- Eurilaimo verde — Calyptomena viridis Raffles, 1822
- Eurilaimo de Hose — Calyptomena hosii Sharpe, 1892
- Eurilaimo de Whitehead — Calyptomena whiteheadi Sharpe, 1887